# ФОГ-2
ФОГ-2 — советский фугасный огнемёт, предназначенный для поражения живой силы и техники противника горящей огнесмесью.

## История

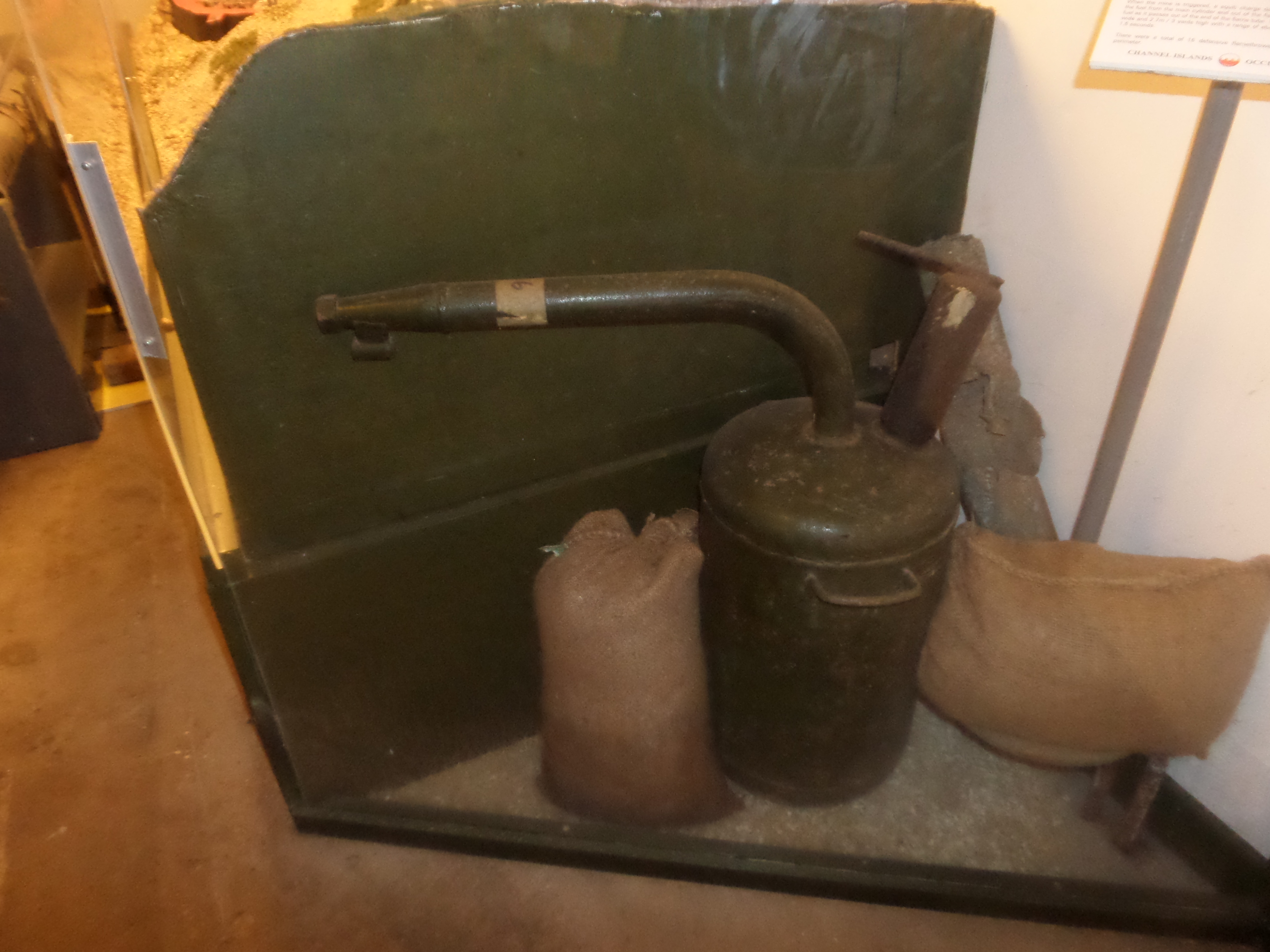
ФОГ-2

Научно-исследовательская и конструкторская работа по совершенствованию фугасных огнемётов привела к созданию в 1941 году фугасного огнемёта ФОГ-1. «Группа работников 10-го отдела Государственного Союзного конструкторского бюро № 47 под руководством тов. Новикова разработала ряд новых, весьма эффективных образцов вооружение, к этим образцам относятся: ФОГ…». Он был оружием одноразового действия и представлял собой цилиндрический баллон с направляющим брандспойтом. Через него под давлением пороховых газов выбрасывалась горючая смесь, которая на выходе поджигалась. В 1943 году появился модернизированный фугасный огнемёт ФОГ-2. Его за счёт укороченного брандспойта можно было перемещать на местности под огнём врага. Фугасные огнемёты были тяжелее ранцевых, вес не снаряжённого ФОГ-2 составлял 31 кг (ФОГ-1 весил 33кг), но при общей массе в 52 кг дальность огнеметания увеличивалась до 110 м. За годы войны выпущено около 15 000 фугасных огнемётов ФОГ-2. Они широко применялись на всех фронтах вплоть до взятия Рейхстага и конца Второй Мировой Войны.

## Характеристики
- Вес снаряжённого огнемёта — 32 кг

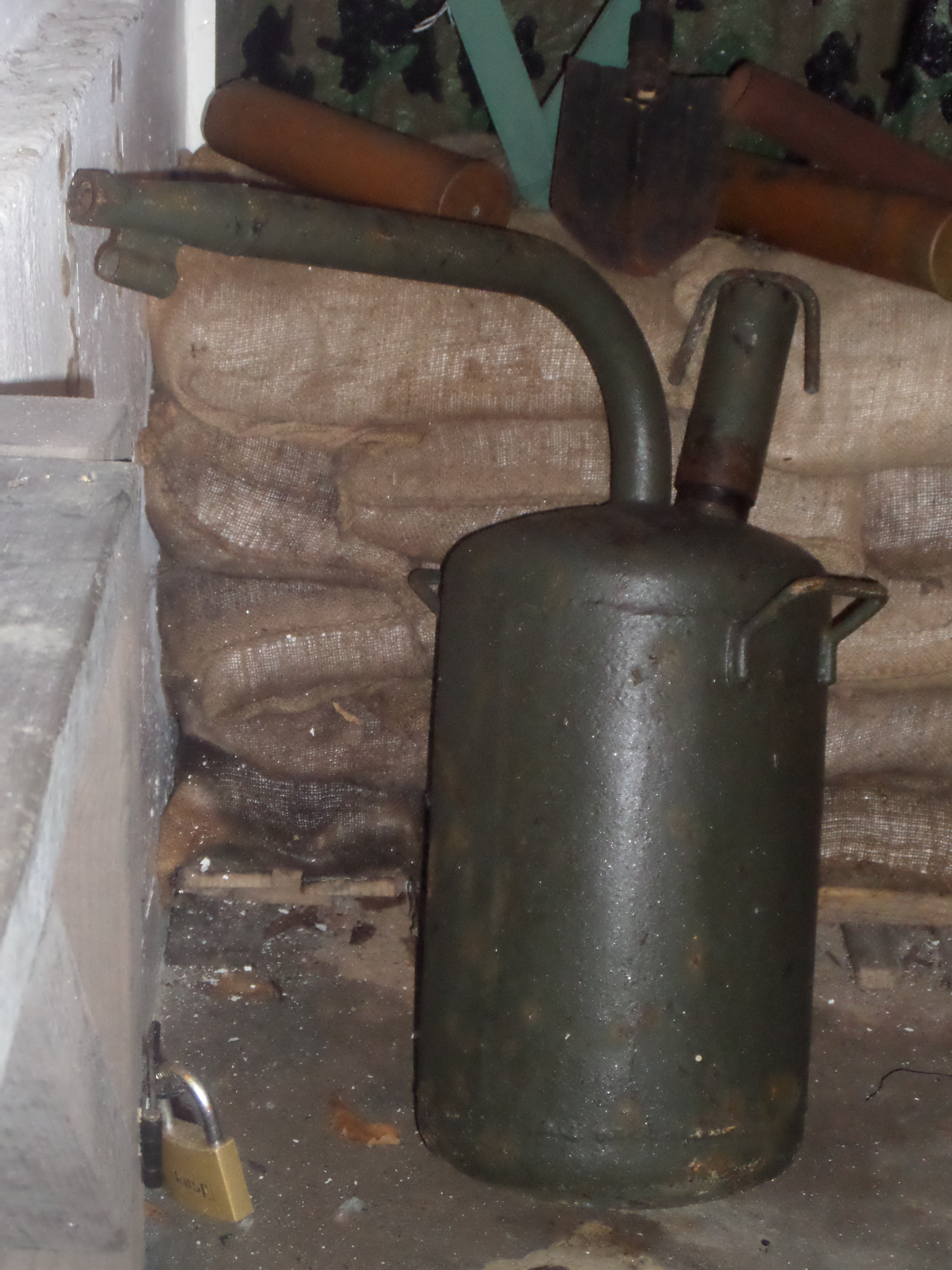
ФОГ-2

- Вес одной зарядки огнемёта — 20 кг
- Количество выстрелов — 1
- Дальность огнеметания — 100 м
- Зона поражения с пятисопловой головкой:

жидкой огнесмесью — круг радиусом 90-100 м
вязкой огнесмесью — круг радиусом 45-50 м
- Дальность поражения с односопловой трубкой:

жидкой огнесмесью — 59-60 м
вязкой огнесмесью — 130—140 м.